# 키부츠

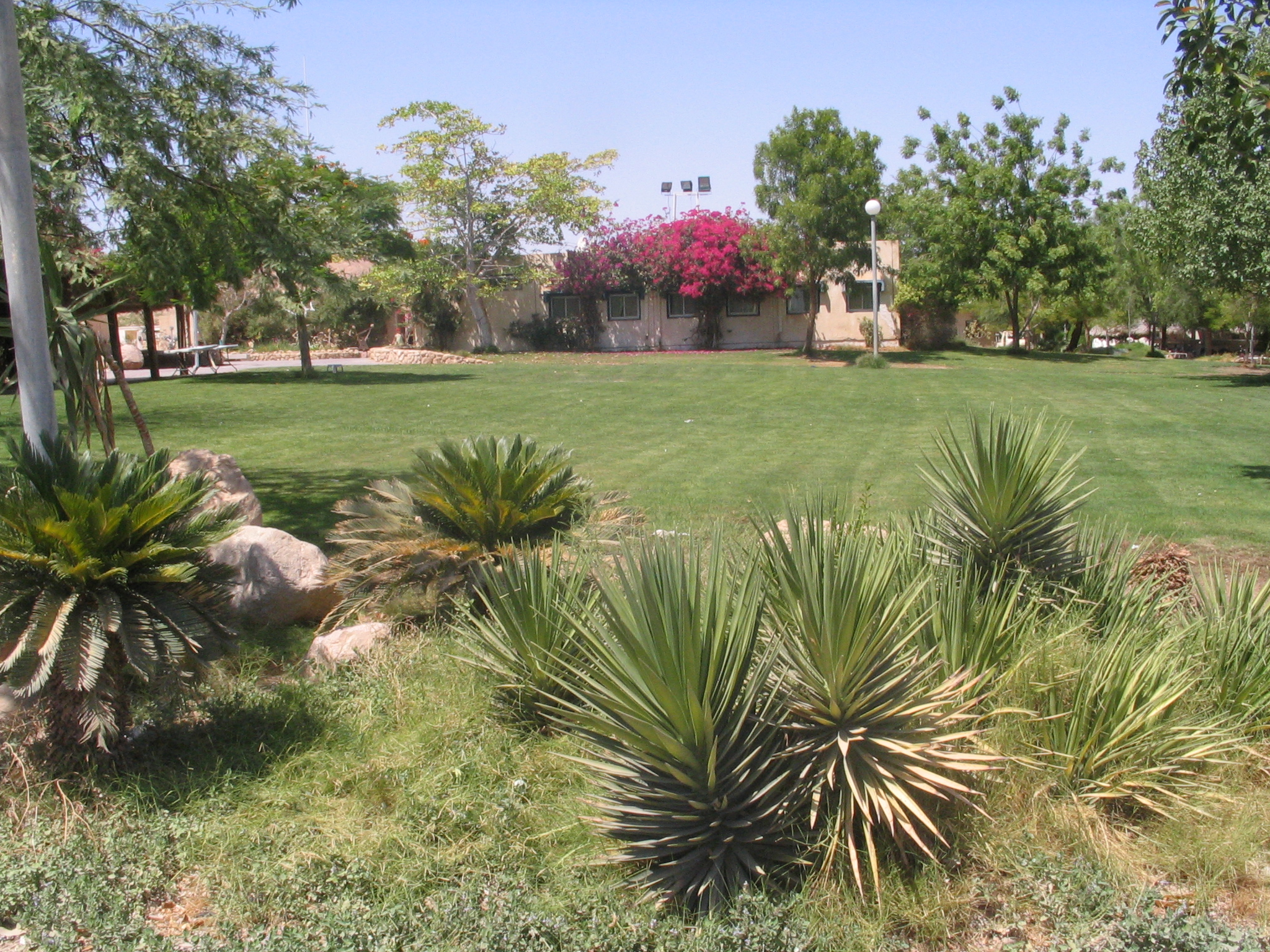
키부츠

키부츠 (kibbutz(히브리어: קִבּוּץ 또는 קיבוץ); 복수형: kibbutzim(히브리어: קִבּוּצִים 또는 קיבוצים))는 이스라엘의 집단 농업 공동체이다. 이 운동은 사회주의와 시오니즘을 결합하여 노동 시오니즘의 형태로 되었으며 독립적인 농업이 실질적으로 힘든 상황에서 이뤄졌다. 공동생활의 필요성때문에 또 이데올로기적인 영감때문에 키부츠의 구성원들은 순수한 공동생활 양태를 만들었고 이는 전 세계의 관심을 받았다.
구성원들은 사유재산을 가지지 않고 토지는 국유로, 생산 및 생활용품은 공동소유로 하며, 구성원의 전체수입은 키부츠에 귀속된다. 주거는 부부단위로 할당되고, 식사는 공동식당에서 제공되며, 의류는 계획적인 공동구입과 공평한 배포 등을 통해 제공된다. 아이들은 18세까지 부모와 별개의 집단생활을 하며, 자치적으로 결정된 방침에 따라서 집단교육된다. 한 키부츠의 구성원은 60~2000명으로 일정하지 않으며, 가입과 탈퇴는 자유롭다. 1909년 시오니즘 운동 중에서 생겨난 후 현재 약 230개가 있고, 그 구성원은 8만 명이 넘으며, 전체 농업인구의 약 17%를 차지하고 있다.

## 같이 보기
- 이스라엘 정착촌

## 참고 문헌
- 사회학, 2004, 한국산업사회학회